# Who Is She 2 U
Who Is She 2 U è un singolo della cantante statunitense Brandy, pubblicato nel 2004 ed estratto dall'album Afrodisiac.

## Il brano
Il brano è stato scritto da Candice Nelson (The Clutch), Walter Millsap III e Timbaland e prodotto dagli ultimi due.
Il brano utilizza un sample tratto dal brano del 1977 Instant Love di Leon Ware e per questo motivo tra gli autori accreditati compaiono anche lo stesso Leon Ware e Jacqueline Hilliard.

## Video
Il videoclip della canzone è stato diretto da Jake Nava e girato nell'area di Los Angeles.

## Tracce
- CD (Internazionale)

1. Who Is She 2 U (radio edit)
2. Who Is She 2 U (Josh Harris Old School edit) - 3:53
3. Who Is She 2 U (Davidson Ospina edit)

- CD (Europa)

1. Who Is She 2 U (radio edit) – 3:47
2. Who Is She 2 U (Josh Harris Old School edit)